# Mercatone Uno 1997
Questa voce raccoglie le informazioni riguardanti la Mercatone Uno nelle competizioni ufficiali della stagione 1997.

## Stagione
La squadra partecipò durante la stagione alle gare del circuito UCI.

## Organico

### Staff tecnico
GM=General manager; DS=Direttore sportivo.
|  | Naz.              | Ruolo | Sportivo             |  |  |  |
|  | ----------------- | ----- | -------------------- |  |  |  |
|  | Italia (bandiera) | GM    | Luciano Pezzi        |  |  |  |
|  | Italia (bandiera) | DS    | Giuseppe Martinelli  |  |  |  |
|  | Italia (bandiera) | DS    | Alessandro Giannelli |  |  |  |
|  | Italia (bandiera) | DS    | Davide Cassani       |  |  |  |

### Rosa
|  | Naz.                |  | Sportivo             | Anno |  |  |
|  | ------------------- |  | -------------------- | ---- |  |  |
|  | Italia (bandiera)   |  | Marco Artunghi       | 1969 |  |  |
|  | Italia (bandiera)   |  | Sergio Barbero       | 1969 |  |  |
|  | Italia (bandiera)   |  | Simone Borgheresi    | 1968 |  |  |
|  | Italia (bandiera)   |  | Dario Bottaro        | 1966 |  |  |
|  | Italia (bandiera)   |  | Stefano Checchin     | 1967 |  |  |
|  | Italia (bandiera)   |  | Roberto Conti        | 1964 |  |  |
|  | Italia (bandiera)   |  | Davide Dall'Olio     | 1969 |  |  |
|  | Italia (bandiera)   |  | Stefano Della Santa  | 1967 |  |  |
|  | Italia (bandiera)   |  | Stefano Garzelli     | 1973 |  |  |
|  | Italia (bandiera)   |  | Marco Pantani        | 1970 |  |  |
|  | Italia (bandiera)   |  | Oscar Pelliccioli    | 1965 |  |  |
|  | Italia (bandiera)   |  | Guisvan Piovaccari   | 1973 |  |  |
|  | Italia (bandiera)   |  | Massimo Podenzana    | 1961 |  |  |
|  | Italia (bandiera)   |  | Fabrizio Settembrini | 1967 |  |  |
|  | Italia (bandiera)   |  | Marcello Siboni      | 1965 |  |  |
|  | Italia (bandiera)   |  | Mario Traversoni     | 1972 |  |  |
|  | Svizzera (bandiera) |  | Beat Zberg           | 1971 |  |  |
|  | Svizzera (bandiera) |  | Markus Zberg         | 1974 |  |  |

## Ciclomercato
| Marco Artunghi       | Carrera Jeans         |
| Sergio Barbero       | Carrera Jeans         |
| Simone Borgheresi    | Mapei-GB              |
| Dario Bottaro        | Gewiss-Playbus        |
| Stefano Checchin     | Carrera Jeans         |
| Roberto Conti        | Panaria-Vinavil       |
| Davide Dall'Olio     | Amore & Vita-Galatron |
| Stefano Della Santa  | Mapei-GB              |
| Stefano Garzelli     | neo pro               |
| Marco Pantani        | Carrera Jeans         |
| Oscar Pelliccioli    | Carrera Jeans         |
| Guisvan Piovaccari   | neo pro               |
| Massimo Podenzana    | Carrera Jeans         |
| Fabrizio Settembrini | Amore & Vita-Galatron |
| Marcello Siboni      | Carrera Jeans         |
| Mario Traversoni     | Carrera Jeans         |
| Beat Zberg           | Carrera Jeans         |
| Markus Zberg         | Carrera Jeans         |

## Palmarès

### Corse a tappe
- Giro di Puglia

2ª tappa (Sergio Barbero)
- Setmana Catalana

5ª tappa, 1ª semitappa (Mario Traversoni)
- Tirreno-Adriatico

7ª tappa (Mario Traversoni)
- Tour de France

13ª tappa (Marco Pantani)
15ª tappa (Marco Pantani)
19ª tappa (Mario Traversoni)

### Corse in linea
- Giro di Toscana (Sergio Barbero)
- Rominger Classic (Marco Pantani)
- Coppa Placci (Beat Zberg)
- Giro del Mendrisiotto (Beat Zberg)
- Josef Voegeli Memorial (Beat Zberg)
- Subida Urkiola (Beat Zberg)